# Motorola 68010

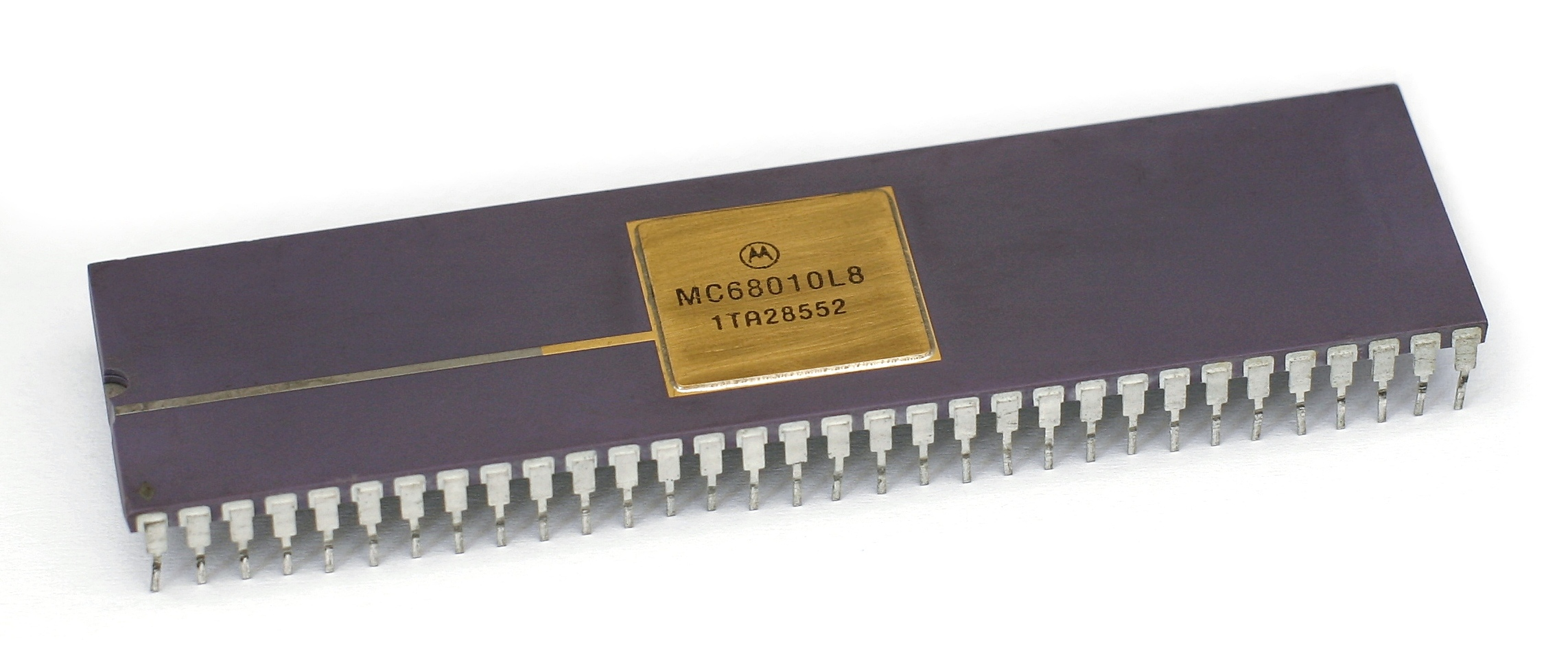
Motorola 68010 DIP tokozásban

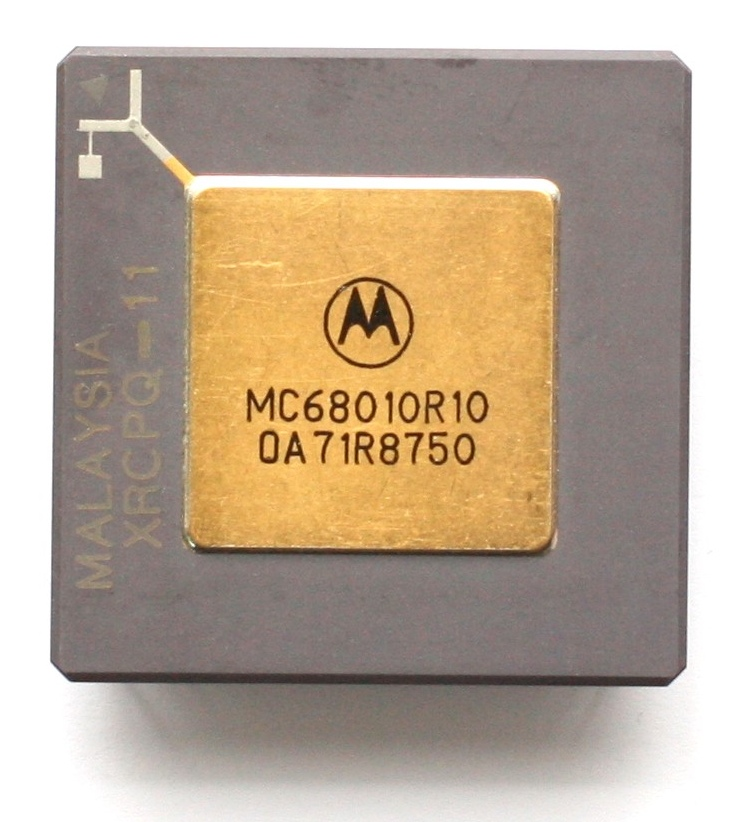
Motorola 68010 PGA tokozásban

A Motorola MC68010 processzor egy 16/32 bites mikroprocesszor, a Motorola 1982-ben kibocsátott gyártmánya, a 68000-es processzor után következő modell.
Ebben javították a 68000-es processzor több kisebb hibáját és néhány újabb képességgel látták el. A 68010 lábkompatibilis a 68000-es processzorral, de szoftveresen nem teljesen kompatibilis azzal. Néhány eltérés:
- A MOVE from SR utasítás privilegizált (csak szupervizor módban végrehajtható). Ezáltal a 68010 megfelel a Popek és Goldberg virtualizációs követelményeknek. A 68000 nem felel meg ezeknek a követelményeknek, mivel a MOVE from SR utasítás benne nem privilegizált.
- A hozzáadott MOVE from CCR utasítás részlegesen kompenzálja a felhasználói módban nem végrehajtható MOVE from SR utasítást.
- Képes helyreállni a buszhibák után, tehát alkalmas virtuális memória kezelésére.
- A végrehajtási veremkeret szerkezete más.
- Új regisztert tartalmaz: ez a vector base register (VBR), amely lehetővé teszi, hogy a megszakítási vektorok a RAM-ban bárhol elhelyezhetők legyenek.

Ezeken felül bővült az utasításkészlet: a 68010 rendelkezik egy úgynevezett ciklikus móddal (loop mode), amely felfogható egy kicsi és speciális rendeltetésű utasításgyorsító tárként, a 2 utasításból álló ciklusok gyorsítására szolgál.
A gyakorlatban egy ugyanazon órajelfrekvencián működtetett 68000-es processzorhoz képest a 68010-es kevesebb mint 10%-os gyorsulást mutat.

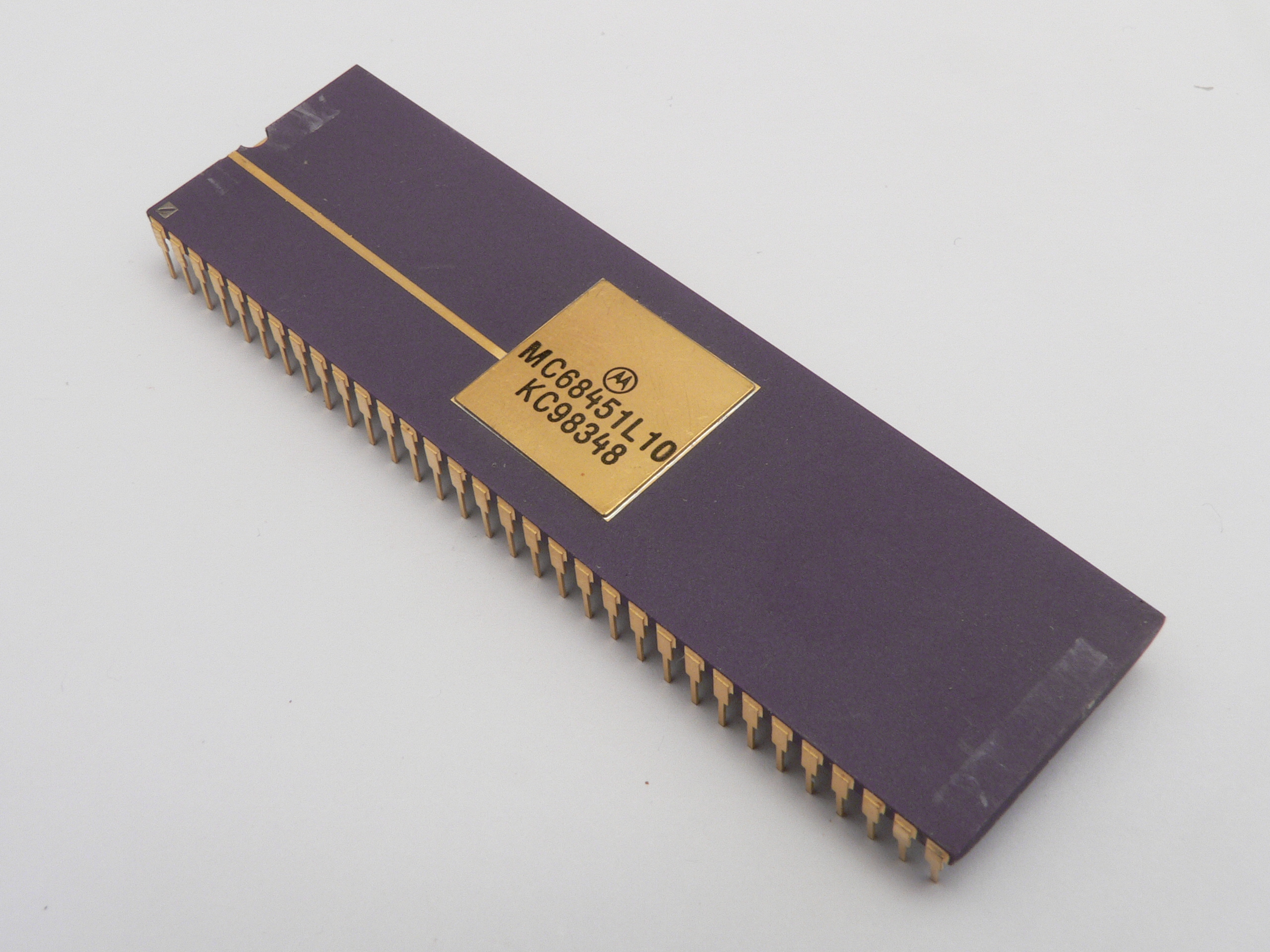
Motorola 68451 MMU

A 68010 használható a 68451 MMU csippel együtt, azonban ez az összeállítás nem volt népszerű, a tervezési hibából következő 1 órajelciklusnyi késedelem miatt a memóriahozzáférésben. Néhány szállító, mint pl. a Sun Microsystems, saját tervezésű MMU egységet alkalmazott.
A 68010 nem lett annyira népszerű, mint a 68000, mivel a hozzáadott bonyolultság és ár a gyakorlatban nem volt kifizetődő. Az MMU támogatásra igényt tartó felhasználók ehelyett inkább a 68020-asra vártak. A 68010 kisebb sebességnövekedése és a virtuális memóriakezelés lehetősége miatt azonban mégis megtalálható néhány kisebb unixos rendszerben, akár a 68451 MMU használatával (ilyen a Torch Triple X), akár egyedi MMU használatával (pl. a Sun-2 Workstation, AT&T UNIX PC, az NCR Tower XP és a korai HP9000-es modellek, mint a Model 300 és 310), valamint különféle kutatási célú gépekben. Gyakran az Atari ST és Amiga számítógépek és a Sega Genesis játékkonzolok tulajdonosai a gépekben lévő 68000 processzorokat 68010-esre cserélték, a sebességnövekedés miatt.